# Valamiro
Valamiro (Pannonia, 420 – 468 o 469) è stato un re ostrogoto dal 445 fino alla sua morte.
Combatté al fianco di Attila e dei suoi successori contro l'Impero romano e i barbari ribelli, ma in seguito guidò la lotta degli Ostrogoti contro gli Unni per riguadagnare la loro indipendenza.
Valamiro era il figlio di Valandario e cugino di re Torismondo. All'assassinio di Bleda, gli Ostrogoti restaurarono la monarchia. Egli regnò assieme ai fratelli Teodemiro e Videmiro il Vecchio. Come vassallo sotto la signoria di Attila, Valamiro aiutò il suo signore ad attaccare le province danubiane dell'Impero romano (447) e comandò il contingente ostrogoto dell'esercito di Attila durante la Battaglia dei Campi Catalaunici, battaglia in cui anche i fratelli erano presenti. Alla morte del re unno (453) Valamiro divenne il capo dei Goti insediati in Pannonia: nella susseguente guerra per l'indipendenza dei Goti dagli Unni (456-457), sconfisse i figli di Attila.

## Le guerre goto-unniche

### La prima guerra goto-unna
Nel 456 gli Ostrogoti subirono l'attacco a sorpresa da parte degli Unni, avviando così la prima guerra goto-unna, ma riuscirono a respingerli fino in Scizia. Nel 457, gli Ostrogoti si insediarono come federati in Pannonia. Una seconda fase della guerra partì nel 458, ma l'unico risultato fu un consolidamento da parte degli Ostrogoti nei confronti di Costantinopoli, il cui governo cominciò a versare loro un tributo annuo di trecento libbre d'oro.

### La seconda guerra goto-unna
Nel 463 scoppiò la seconda guerra gotica, in cui Dengizich, figlio di Attila, assediò, tramite alcune popolazioni unne che era riuscito a sottomettere lungo le rive del basso corso del Danubio, come gli Ulzinguri, gli Angisciri, i Bittugori e i Bardori, la città di Bassiana, situata tra Sindisunum e Sirmio. Essi furono respinti.
Una disputa riguardante il tributo annuale versato dall'Impero causò l'attacco di Valamiro contro Costantinopoli, dal 459 al 462: infine l'imperatore Leone I accettò di pagare un tributo annuale in oro ai Goti. Durante un attacco degli Sciri, Valamiro fu disarcionato e ucciso. Al trono degli Ostrogoti continuarono a regnare i fratelli Teodemiro e Vidimero.
Il suo nome significa "di buona volontà".